# Online identitás
Az online identitás, internet identitás avagy online személyiség egy, az internet felhasználók által létrehozott közösségi identitás, amelyet hálózati közösségekben és weboldalakon használnak.
Habár néhány ember az eredeti nevét használja az online világban, bőven akadnak, akik szeretnek névtelenségbe burkolózni. Álneveket használnak, így valós énjükről annyi információt nyújtanak, amennyit szeretnének.
A felhasználók ikon méretű képpel, úgynevezett avatárral vizuálisan is képet festhetnek magukról sok online színtéren, mint például fórumokon, MUD-okon (Multi-User Dungeon), chat alkalmazásokon és többszereplős online játékokban (MMORPG), de blogok üzemeltetésével is. Néhány weboldal trackereket alkalmaz, hogy az a számítógép IP-címe alapján automatikusan felismerhesse és betölthesse a felhasználó egyedi online identitását.

## Identitás az interneten
Az identitás én-azonosság, önmeghatározás szerepeken, magatartásformákon, értékrendszeren keresztül, mely a „teljes én” érzésével társul. A személyiségfejlődés eredménye, a szocializáció eredménye, az emberi kölcsönhatások során jön létre.
Az online identitás felvet több kérdést is arra vonatkozóan, hogy az interneten megjelenített személyiség hogyan és milyen kapcsolatokat képes létrehozni és fenntartani a virtuális világban. Az identitás/személyiség fogalma az újabb és újabb technológiák megjelenésével is változik, mely pszichológiai és szociológiai kutatások táptalaját képezi. Felveti például a magánélet, az anonimitás, a hozzáférhetőség, az identitáslopások illetve visszaélések (online predátorok/ragadozók) problémáit.

## Online identitás és a maszk fogalma
Dorian Wiszniewski és Richard Coyn Building Virtual Communities (2002) című könyvükben tárják fel az online identitást, különös hangsúlyt fektetve a „maszkoló” személyiségre. Emlékeztetnek arra, hogy amikor az egyén interakcióba lép egy szociális szférában, akkor egy maszkot tart a személyisége elé. Meg kell adnia olyan specifikus információkat magáról, mint életkor, nem, cím, felhasználónév és így tovább. Továbbá ahogy egy felhasználó publikál a neten, témáival, szókincsével és írásstílusával tovább alakítja maszkját. A témát nem árt filozófiai szemszögből is megvizsgálni, hiszen az online identitás egy összetett üzlet, amely még csak a megértés fázisában jár.
Próbáljuk tehát megérteni, vajon a maszk valóban palástolja-e a személyiségünket. Az online maszkok nem fedik fel a tényleges személyazonosságot, habár lefestenek egy képet arról, aki valójában a maszk mögött lehet. Ezt nevezhetnénk a maszk metaforájának. Például ha egy személy úgy dönt, hogy a hálón rock-sztár módjára viselkedik, akkor ezen metafora alapján azt feltételezhetjük hogy a maszk mögött megbúvó személy vonzódik a rock zenéhez. Ha pedig valaki egy teljességgel hamis maszk mögé rejtőzik, az félelemről és az önbecsülés hiányosságáról árulkodik.
Szükségesek-e a maszkok az online interakciókhoz? A sok érzelmi és pszichikai dinamizmus miatt az emberek vonakodva léphetnek egymással kapcsolatba online. Felelevenítve a maszkot, egy személy biztonsági hálót hozhat létre. A felhasználók egyik nagy félelme, hogy ellopják identitásukat és visszaélnek vele. Ez a félelem akadályozza meg az embereket, hogy megosszák a világgal kik is ők valójában. Egyesek olyannyira tartanak ezektől az esetektől, hogy már korábban nyilvános adataikat visszavonják. A maszk elérhetővé tételével az emberek interakcióba léphetnek bizonyos fokú bizalommal, félelem nélkül.

## Online identitás megbízhatósága – benyomáskeltés
Az online személyiséggel kapcsolatba léphetünk, véleményt formálhatunk róla, hogy megállapítsuk, megbízható-e a személyiség vagy nem érdemes a bizalomra.
A szociális háló/ismeretségi hálózat (social network) használata (azaz az a tevékenység, amikor az internetet a szociális folyamatok elvégzésére használjuk) olyan teret hoz létre, ahol az embereknek módjukban áll kifejezni és megvilágítani saját személyiségüket egyfajta szociális kontextusban. (Marcus, Machilek és Schütz 2006) Például saját személyazonosságukat határozzák meg azzal, hogy felhasználói profilokat készítenek olyan közösségi oldalakon, mint a Facebook vagy a LinkedIn vagy épp társkereső oldalakon (Siibak 2007). A blogolással és a véleményeik kifejtésével a résztvevők hallgatólagosan identifikálják magukat.
Egy személyazonosság közzététele számos téma táptalajául szolgálhat (Nabeth 2006) a magánélettől a személyes információk nem kívánt közzétételéig.
Sok ember használ különböző stratégiákat arra, hogy szabályozza az önmagáról közzétett információ mértékét. (Tufekci 2008)
Az önmagunkról keltett benyomást kezelni az interneten egészen más feladat, mint a valós világban, hiszen a benyomáskeltéshez szükséges eszköztár hiányos vagy az alkalmazott eszközök félreértésekre adhatnak okot. Például fórumok és chatek esetében a szöveges környezetben a státusz vizuális vagy a közvetlen emberi kommunikációban nagy szerepet betöltő nonverbális kommunikáció megjelenítése nehézkes, karakterkészleteken és emotikonon, hangulatjeleken keresztül közvetíthető, amelyek használata önkényes, ezért akár megtévesztőek is lehetnek. (Wallace 2006)

## Kapcsolatok, közösségek az interneten
További kérdést vet fel, hogy az interneten megjelenített személyiség hogyan és milyen kapcsolatokat képes létrehozni és fenntartani a virtuális világban. A fő kérdés, hogy a virtuális online világ milyen hatással van a hagyományos offline emberi interakciókra és egyén személyiségére.
- chat
- fórumok
- blog: Lehetővé teszi az egyén számára, hogy kifejezze saját véleményét vagy szélesebb körű vitát indítson, létrehozzon egy nyilvános fórumot saját ötleteinek kifejezésére. A bloggerek gyakran döntenek úgy, hogy álneveket használnak, hogy megvédjék személyes adataikat, illetve identitásukat, mely lehetővé teszi számukra a szerkesztői szabadságot, ugyanakkor a felvett névvel az interneten hírnevet is képes építeni saját maga számára.
- MMORPG és egyéb szerepjátékok
- közösségi oldalak: (iWiW, Facebook, LinkedIn, MySpace, stb.) Sajátossága, hogy képes az online identitás és a valós kontextusban létező identitás közti átfedésre. A közösségi oldalakon kialakított online identitások gyakran a valós identitást tükrözik, azonban annak egy meghatározott aspektusát, a lehető legjobb oldalát igyekeznek kidomborítani.

## Aggodalmak
- a szerepjátékok hatásai a fiatalkorúakra
- internetfüggőség, addikciók
- identitáslopás – közösségi oldalak
- nyilvános és privát összemosódása

### Ajánlott irodalom
- Wiszniewski, Dorian & Richard Coyne (2002), Mask and Identity: The Hermeneutics of Self-Construction in the Information Age. In K. Ann Renninger & Wesley Shumar (Ed.) Building Virtual Communities (pp. 191–214). New York, New York: Cambridge Press.
- Marcus, Bernd; Machilek, Franz; Schütz, Astrid (2006), Personality in cyberspace: Personal web sites as media for personality expressions and impressions Journal of Personality and Social Psychology 90 (6): 1014–1031, Journal of Personality and Social Psychology 90 (6): 1014–1031
- Siibak, A. (2007), [https://web.archive.org/web/20101030004928/http://mail.jrnl.ut.ee:8080/35/ Casanova` s of the Virtual World. How Boys Present Themselves on Dating Websites, Young People at the Crossroads: 5th International Conference on Youth Research in Karelia; Petrozavodsk, Republic of Karelia, Russian Federation; September 1–5, 2006. (Eds.) M. Muukkonen& K. Sotkasiira, Joensuu University: Joensuun yliopisto, pp. 83–91
- Nabeth, Thierry (2006), "Understanding the Identity Concept in the Context of Digital Social Environments", in Nabeth (2006), Del 2.2 Set of use cases and scenarios, FIDIS deliverable, May 2006, pp. 74–91
- Tufekci, Zeynep (2008), "Can You See Me Now? Audience and Disclosure Regulation in Online Social Network Sites", Bulletin of Science, Technology & Society 28 (1): 20–36
- Wallace, Patricia: Az internet pszichológiája, Osiris Kiadó, Budapest, 2006 29-78